# Gerold Effert
Gerold Effert (* 12. November 1932 in Bausnitz; † 20. November 2007 in Fulda) war ein deutscher Schriftsteller und Gymnasiallehrer.

## Leben und Wirken
Effert wurde im Riesengebirge geboren, wuchs in einer Lehrerfamilie auf und besuchte nach der Grundschule die Oberschule in Trautenau. 1946 wurde er mit seinen Eltern und seinem jüngeren Bruder vertrieben. Sie migrierten nach Westdeutschland. Nach dem Abitur in Rotenburg an der Fulda studierte er Deutsch (Germanistik) und Englisch (Anglistik) an der Philipps-Universität in Marburg an der Lahn und an der Universität Bristol.
Ab 1958 wirkte Effert als Gymnasiallehrer in Bad Hersfeld und dann in Fulda. Zwischen 1965 und 1970 arbeitete er in Spanien als Lehrer am Colegio San Miguel und am Deutschen Kulturinstitut in Madrid. Nach seiner Rückkehr nach Deutschland lehrte er an der Rabanus-Maurus-Schule Fulda, wo er auch am Studienseminar tätig war, zuletzt als Studiendirektor.
Neben seinem Beruf war Effert als Autor tätig. Er schrieb Romane, Erzählungen, Parabeln, Lyrik, Hörspiele, Kinderbücher und Essays; er veröffentlichte mehr als 40 Bücher. Zu seinen bekanntesten Büchern gehört eine autobiographisch gefärbte Roman-Trilogie, die die Geschichte der Deutschen im Sudetenland reflektiert: Das Buch Unter dem Vogelbeerbaum (1991) enthält Kindheitserinnerungen, das zweite Buch Die Zeit im Wiesengrund (1994) Erlebnisse aus der Jugend und das abschließende Buch Die Insel im Fluß (1997) aus der Zeit des Studiums. 
Efferts literarische Beiträge wurden in mehr als 60 Anthologien veröffentlicht, auch in Schullesebüchern; einige seiner Werke sind auch ins Englische, Niederländische, Italienische und Japanische übersetzt worden. Auch illustrierte der an Druckgraphik Interessierte einige seiner Bücher. Er war Mitglied der Sudetendeutschen Akademie der Wissenschaften und Künste.
Gerold Effert war verheiratet, lebte in Fulda und hatte zwei Kinder.

## Preise und Auszeichnungen
Mehrfach wurde Effert für sein literarisches Werk ausgezeichnet. Er erhielt den Sudetendeutschen Kulturpreis für Literatur und Publizistik 1969, den Prosapreis der Literarischen Union 1977, im selben Jahr den Hörspielpreis des SFB und
den Erzählpreis der Stiftung Ostdeutscher Kulturrat und des Landes Nordrhein-Westfalen, 1981 den Hörspielpreis des Südfunks Stuttgart, die Poetenmünze 1983, Nikolaus-Lenau-Preis 1985, den Bertelsmann-Literaturpreis 1986, die Goldmedaille „Recherche de la qualité“ vom OSF Paris 1987, die Ehrengabe des Andreas-Gryphius-Preises 1988 und weitere Preise. 2003 wurde er für seine besonderen Leistungen auf kulturellem Sektor mit dem Kulturpreis der Stadt Fulda geehrt.

## Werke
- Tagebuch einer Belagerung (Erzählung), 1964
- Über die Grenze, 1965
- Das Christkind in der Baude, 1965
- Licht und Bitternis (Gedichte) 1969
- Eisgang, 1975
- Der Rutengänger, 1978
- Atemspur (Gedichte) 1980
- Die Ankunft der Hirten, 1980
- Krähenflüge, 1980
- Schattengefecht (Gedichte) 1981
- Früher Aufbruch (Erzählungen) 1981
- Iberischer Sommer (Gedichte) 1982
- Das Treffen der Zauberer (Kinderbuch) 1982
- Spiegelwelt, 1984
- Drei Brillen für Tobias (Kinderbuch) 1985
- Im Böhmischen Wind (Erzählungen) 1985
- An meinen Sohn (Gedichte) 1986
- Flugsand (Gedichte) 1987
- Miriam (Erzählungen) 1988
- Im Schneegebirge (Erzählungen) 1989
- Winterreise (Erzählungen) 1990)
- Das fremde Mädchen (Erzählungen) 1990
- Galle im Honig (Erzählungen) 1991
- Unter dem Vogelbeerbaum (Roman) 1992
- Ein Abschied (Erzählungen) 1992
- Bilderschrift (Gedichte) 1992, 1993 Gedichte
- Magischer Alltag (Gedichte) 1993
- Die Zeit im Wiesengrund (Roman) 1994
- Sonnenvogel (Erzählungen) 1995,
- Damals in Böhmen (Erzählungen) 1996
- Dünenlandschaften (Gedichte 1996)
- Reise in den Süden (Erzählungen) 1996
- Im Netz (Erzählungen) 1997
- Die Insel im Fluß (Roman) 1998
- Landregen (Zwei Erzählungen) 1998
- Rote Sonne, Kupfermond (Gedichte) 1999
- Das Papierschiff ((Gedichte) 2000
- Zikadenmusik (Gedichte) 2003
- Abend in der Lagune (Gedichte) 2007
- Herztöne (Erzählungen) 2007
- Trost der Bäume (Gedichte)